# Wahid Hasyim
Abdul Wahid Hasyim dit Wahid Hasyim (1er juin 1914 – 19 avril 1953) était le premier ministre des affaires religieuses d'Indonésie du gouvernement du président Sukarno, poste qu'il occupa en 1945, et de 1949 à 1952.
Il est le fils de Hasyim Asy'ari, fondateur de Nahdlatul Ulama, et devient ensuite le leader de l'organisation. Son fils Abdurrahman Wahid lui succède, et devient plus tard Président d'Indonésie.